# NGC 1417
NGC 1417 је спирална галаксија у сазвежђу Еридан која се налази на NGC листи објеката дубоког неба.
Деклинација објекта је - 4° 42' 19" а ректасцензија 3h 41m 57,2s. Привидна величина (магнитуда) објекта NGC 1417 износи 12,1 а фотографска магнитуда 12,9. Налази се на удаљености од 52,887 милиона парсека од Сунца. NGC 1417 је још познат и под ознакама MCG -1-10-21, IRAS 03394-0451, PGC 13584.